# Intractable
Intractable (títol original en francès, Intraitable) és un telefilm dramàtic francès dirigit per Marion Laine, emès el 23 de febrer de 2021 a RTS Un per Swiss Radio Television i l'1 de març a France 2. S'ha doblat i subtitulat al català.
És l'adaptació lliure de la vida d'Emmanuel Giboulot i un judici molt difós el 2014.
El rodatge va tenir lloc l'octubre de 2020 a la regió de Beaune (Costa d'Or). També es van rodar escenes als pobles de Semur-en-Auxois, Santenay, Cheilly-lès-Maranges, entre d'altres.

## Sinopsi
El Gabriel, un viticultor senzill i discret, es nega a complir amb un decret que l'obliga a tractar preventivament la seva vinya amb pesticides. Aquesta negativa el condueix a una espiral judicial que sacsejarà la seva vida professional i sentimental i el transformarà en un denunciant.

## Repartiment
- Fred Testot: Gabriel
- Zineb Triki: Loubna
- Elodie Frenck: Astrid
- Laurent Bateau: mestre Boisseau
- Patrick Timsit: Pierre
- Vanessa David: Karine
- Satya Dusaugey: Arnaud Bricourt